# Ante Kamenjašević
Ante Kamenjašević, hrv. bh. poduzetnik i političar iz Tuzle, član ZAVNOBIH-a i HSS-a

## Životopis
Mobiliziran u austro-ugarsku vojsku u Prvome svjetskom ratu. Zarobljen na ruskom bojištu. U Rusiji se nekoliko odvažnijih zemljaka iz Bosne prišao komunistima. Javio se u brigadu koja je na tom predjelu bojevala. Nakon rata vratio se u rodni kraj. U Čeliću je bio neko vrijeme pa potom u Tuzli, gdje se zaposlio kao hotelijer. Radio i kao gostioničar. Bio je član prvoga predratnog odbora "Prijatelja Jugoslavije sa SSSR". U akcijama naprednih građana sudionik ili pomagač, zbog čega se ponekad zamjerao vlastima. Došao na dobar glas. Kao uvažena i cijenjena građanina, mnoge su ga stranke i organizacije nastojale dovesti u svoje redove. Voljenog građanina Tuzle često su salijetali s ponudama za pristupanje no bezuspješno. Sebe je vidio u HSS-u, u koji se učlanio. Politički je uvijek ostao naklonjen ljevici. Živeći svoj politički stav, pomagao je socijalno ugrožene i školstvo. Učenici i studenti slabog imovnog stanja dobivali su njegovu pomoć. Kamenjašević je u naprednoj mladeži vidio snagu koja će društvo izbaviti samootuđenja, približiti ljude i ljubav i slogu posijati među njih. 

Početkom siječnja 1942. godine spremala se ustaška osveta. Radilo se o osveti za skupinu ustaša zarobljenih kod Doboja, koje su četnici strijeljali na Ozrenu. Ustaše su namjeravali osvetiti se na tuzlanskim Srbima. Za Srbe su se zauzeli Muhamed ef. Kurt koji je sazvao konferenciju uglednih muslimana Tuzle te s tročlanim izaslanstvom otišao njemačkom zapovjedniku grada. Kamenjašević je isto to vrijeme napravio takvu stvar, zatim Jure Begić i drugi Hrvati.
U NOB je otišao 1943. godine. 
Kad su partizani zauzeli Tuzlu, cijelo vodstvo HSS-a u Tuzli prešlo je u partizane: predvođeni Aleksandrom Preccom, pošli su Jure Begić, Ante Kamenjašević, Ivo Sunarić, Bogomir Brajković, Luka Šimović i Ivica Martinović.
Na zapovijed Tita 3. bosanskom korpusu 26. listopada 1943. da bi Pokrajinski komitet za BiH morao odmah poći u srednju Bosnu i da pođe s još nekim uglednim Srbima, Hrvatima i Muslimanima na plenum AVNOJ-a. 1. studenoga iz Tuzle su pošli HSS-ovci Hrvati Aleksandar Preka, Ante Kamenjašević, Bogomir Brajković i Jure Begić, domobranski pukovnik Sulejman Filipović i dr. u Jajce.
Tijekom partizanske okupacije Tuzle, Kamenjašević i Preka su štitili osobe koje su podupirale ustaški pokret od partizanske osvete, čuvavši si tako odstupnicu i ne sjekavši si sveze s ustašama. Neko vrijeme nakon partizanskog poraza u Tuzli, vratili su se živjeti pod ustašama. 
Na Prvom zasjedanju ZAVNOBIH-a 25. i 26. studenoga 1943. u Mrkonjić gradu Vijećnici sreza Tuzla tom zasjedanju, a prema prijedlogu člana Radnog predsjedništva Avde Hume Skupštini ZAVNOBiH-a bili su bivši zastupnik u Bosanskom saboru i senator Zemljoradničke stranke Simo Eraković, bivši zastupnik HSS-a Aleksandar Preka, radnik iz Tuzle Pašaga Mandžić. Zamjenici vijećnika bili su gostioničar iz Tuzle Ante Kamenjašević, učitelj iz Tuzle i zapovjednik tuzlanskog odreda NOP Omer Gluhić.
Na Drugome zasjedanju AVNOJ-a u Jajcu 29. i 30. studenoga 1943. izabran za delegata. Bio je tad član HSS-a. 
Aleksandar Precca i kolega HSS-ovac Ante Kamenjašević vratili su se također u Tuzlu pod ustaškom vlašću, ali su ih ustaše istjerale i bili su prisiljeni otići u Zagreb. Precca je preživio, a veteran boljševičke revucije i ruskog građanskog rata Kamenjašević je ubijen. 
Predsjedništvo ZAVNOBIH nije bilo okrutno prema Kamenjaševiću i Preki kao prema nekim drugima otpalim suradnicima, jer nisu htjeli napustiti te svoje suradnike, pa su ih veljače 1945. samo opozvali iz predsjedništva. Isključeni su "jer su u međuvremenu navodno okrenuli leđa pokretu i prešli neprijatelju". 
Otac poznatoga športskog komentatora Mirka Kamenjaševića.

## Vanjske poveznice
- Facebook